# Überlänge (Eisenbahn)

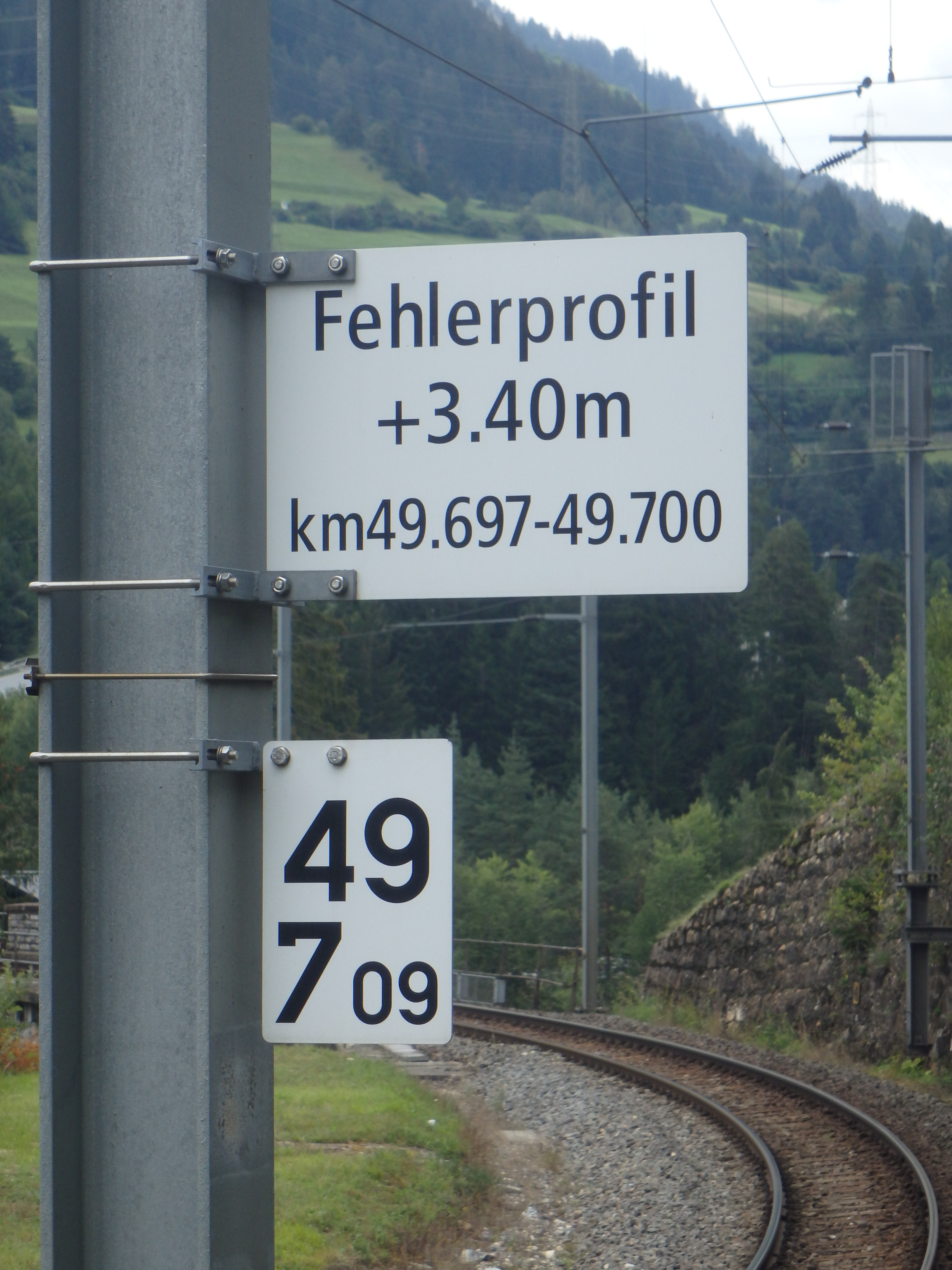
Fehlerprofiltafel in der Schweiz bei der Rhätischen Bahn zwischen Solis und Soliser Viadukt, darunter eine Metertafel.

Eine Überlänge (Österreich und Schweiz: Fehlerprofil) bei der Kilometrierung von Eisenbahnstrecken entsteht, wenn deren Länge durch Umbauten verändert wird. Um eine Verschiebung der Streckenkilometrierung zu vermeiden, wird an der Stelle, wo das verlängerte Gleisstück beginnt, der Anfang einer Überlänge bzw. eines Fehlerprofils in den Daten markiert.

## Verwendung in Deutschland
Die Kilometrierung läuft ab dem Beginn der Überlänge mit dem Kilometer- und Hektometerwert des Beginns weiter, die zusätzlichen Längen werden durch eine aufsteigende Meterzahl hinter dem Hektometerwert und einem Pluszeichen angegeben. Beginnt die Überlänge im Kilometer 4,2 +00 (in normaler Schreibweise ist das der Kilometer 4,200) und befindet sich nach 150 m ein Signal am Gleis, so steht das Signal dann im Kilometer 4,2 +150.
Am Ende der Überlänge gibt es dann einen Kilometersprung auf den Streckenkilometer, der an der ursprünglichen Kilometrierung liegt. Durch die Überlänge wird die Streckenlänge erhöht.
Die Beschreibung der Ermittlung von Fehl- und Überlängen ist in der Richtlinie 883.0010 der Deutschen Bahn enthalten.